# Valentín Galarza Morante
Pour les articles homonymes, voir Galarza.
Valentín Galarza Morante, né le 22 avril 1882 à El Puerto de Santa María et mort à Madrid le 9 juin 1952, est un militaire et homme politique espagnol. Il joue un rôle important dans les préparatifs du soulèvement qui débouchent sur la guerre d'Espagne en 1936.

## Biographie
En 1932, Galarza participe à la Sanjurjada. Après l'échec de cette dernière il est inculpé mais relaxé comme de nombreux autres faute de preuves.

### Rôle dans la préparation du soulèvement du 18 juillet 1936
Réputé pour ses qualités d'organisateur, il est surnommé « el técnico » (le technicien). Bénéficiant d'une grande mobilité grâce à son poste de militaire de garnison, il rencontre des conspirateurs de tout le pays, en particulier des militaires, afin de créer d'« efficaces réseaux d'information et de relation, qui se révèlent décisifs dans l'extension de la conspiration anti-républicaine ». Il participe à la réunion du 8 mars 1936 au cours de laquelle lui-même et les généraux Franco, Mola, Fanjul, Varela et Orgaz décident de confier la direction des opérations militaires de l'insurrection au général Sanjurjo.
Bras droit d'Emilio Mola, c'est lui qui assure la liaison entre ce dernier et Franco après la mort accidentelle de Sanjurjo.
Galarza est monarchiste, mais il sait faire abstraction de ses opinions pour privilégier l'organisation de la résistance, en négociant en particulier avec des membres de la phalange espagnole, à laquelle il est pourtant opposé.
N'étant que colonel, il ne joue pas un rôle important dans le déroulement des opérations militaires de la guerre civile.

### Sous Franco
En 1939 il est nommé par Franco sous-secrétaire de la présidence du gouvernement. Il est remplacé par Luis Carrero Blanco le 5 mai 1941. En 1940 il devient chef des milices de FET y de las JONS et président du conseil d'administration du Patrimoine national. Il est également ministre de l'Intérieur en 1941-1942 en remplacement de Ramón Serrano Súñer, ce qui témoigne de la confiance de Franco.
Après la fin de la guerre civile et le début du franquisme, il est un des premiers à demander le rétablissement de la monarchie. Il est privé de son siège de procureur aux Cortes après avoir participé à l’attentat de Begoña, à Bilbao, et avoir signé avec d'autres monarchistes une pétition en faveur de la restauration d'un régime monarchique.